# Frontera entre Honduras y El Salvador
La frontera entre Honduras y El Salvador es una frontera administrativa situada al norte de El Salvador y al sur de Honduras. Separa los departamentos salvadoreños de Chalatenango, Cabañas, San Miguel, Morazán y La Unión de los departamentos hondureños de Ocotepeque, Lempira, Intibucá, La Paz y Valle.

## Trazado

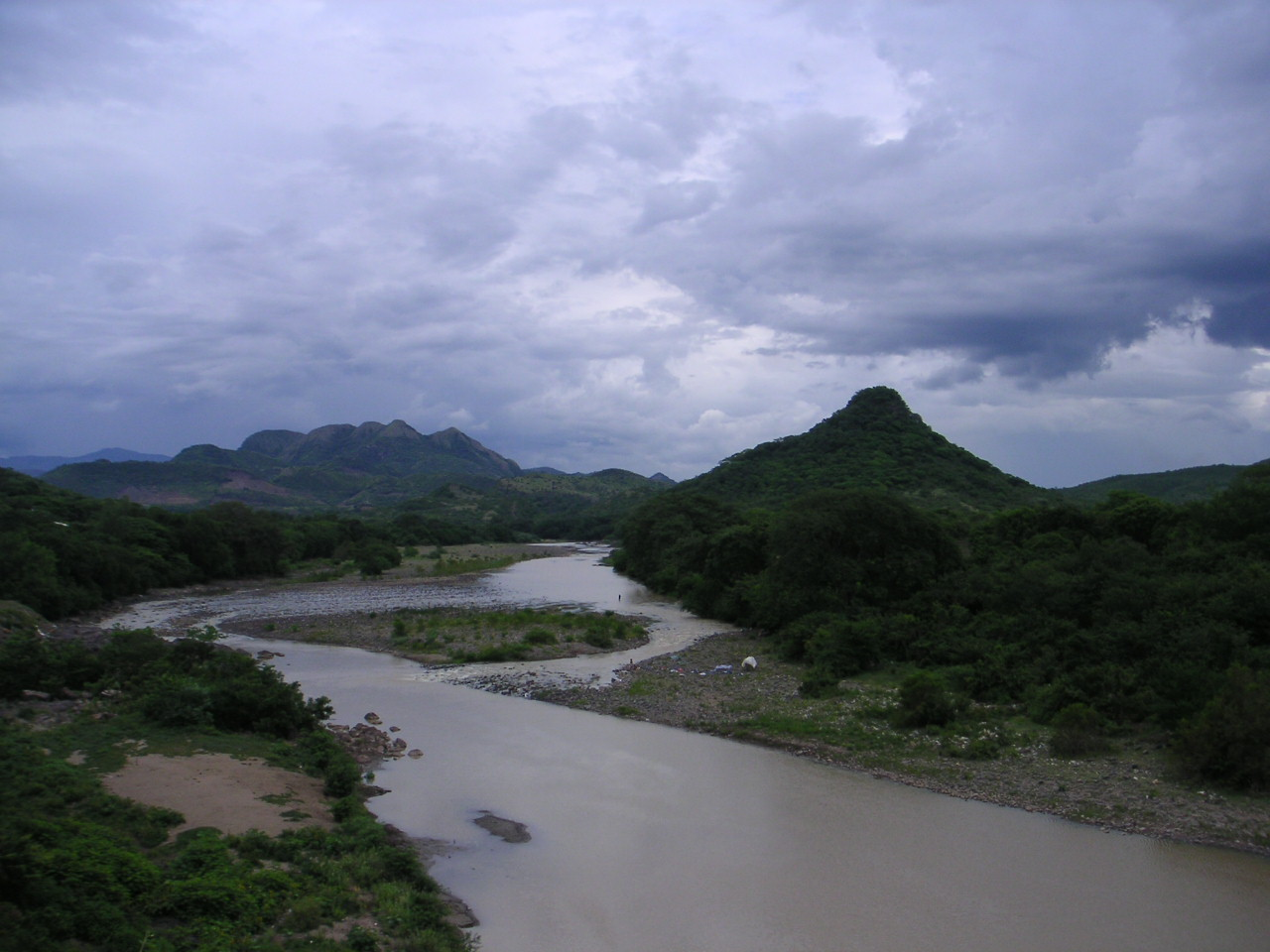
El río Goascorán, en la frontera entre ambos países.

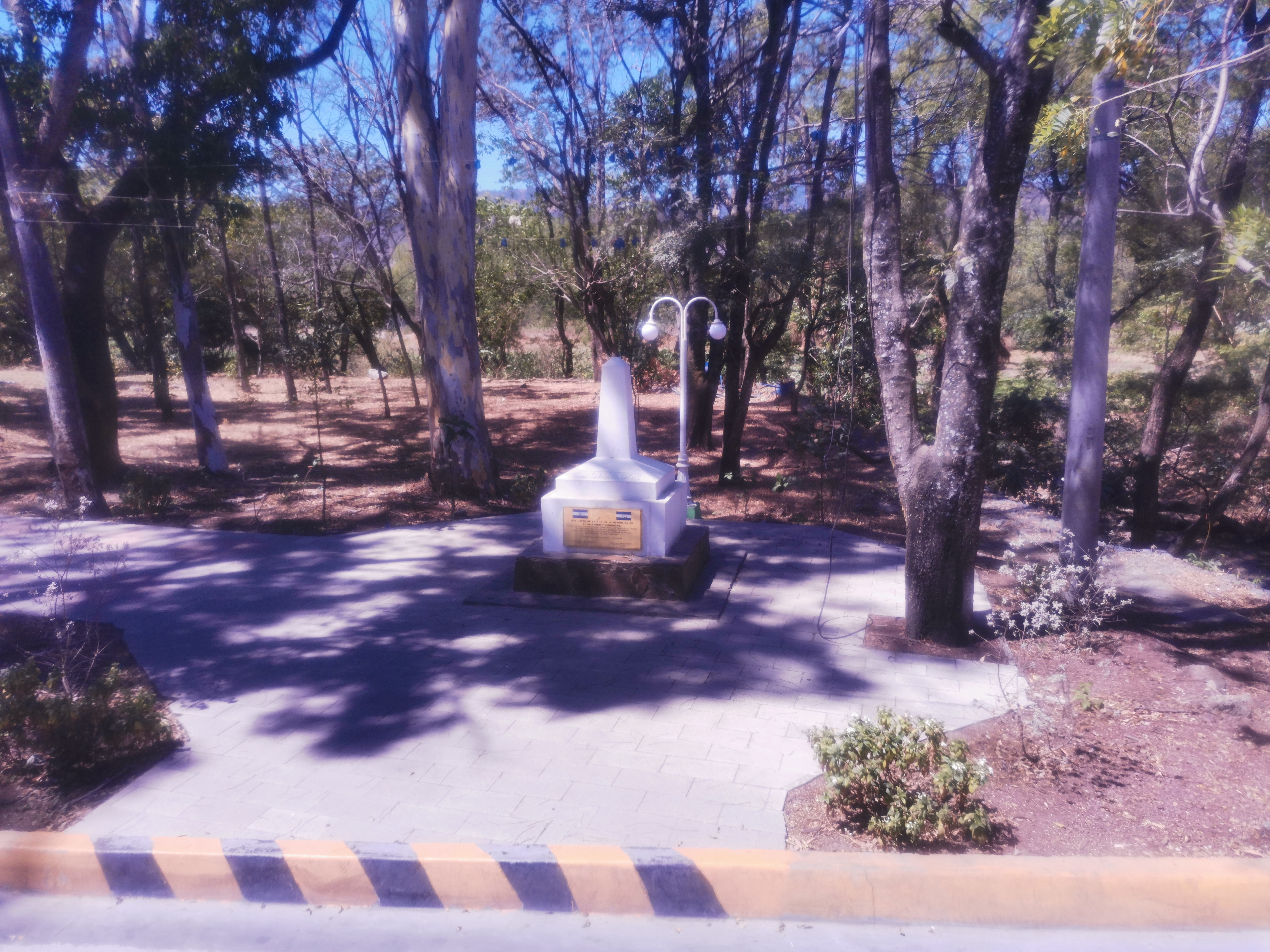
Piedra límite entre Honduras y El Salvador, Aduana El Poy.

La frontera pasa en el punto más alto del territorio de El Salvador, cerro El Pital, y es delimitada por el río Goascorán. Consiste de dos partes:
- Dirección sur-norte, corriendo desde la costa del océano Pacífico, el golfo de Fonseca, hasta el inicio del tramo este-oeste.
- Dirección este-oeste, saliendo del tramo norte-sur, llegando al trifinio El Salvador-Honduras-Guatemala.

## Historia
La frontera se estableció por primera vez en 1841 cuando los dos países formaban parte de las República Federal de Centroamérica y se separaron de esta federación junto con Nicaragua para formar una confederación. En 1856, los tres países se separaron estableciendo las fronteras internacionales actuales.
En el 19 de enero de 1895, los gobiernos de Honduras y El Salvador, siendo representados por Manuel Bonilla, enviado extraordinario y ministro plenipotenciario de Honduras en El Salvador y Jesús Velasco, subsecretario de Relaciones Exteriores de El Salvador, firmaron una Convención de Límites. Estos convinieron que los gobiernos respectivos nombran comisionados que organicen una Comisión Mixta de límites encargada de resolver de una manera amigable todas las dudas y diferencias pendientes. Éste convenio es aprobado por el gobierno salvadoreño en el 23 de febrero del mismo año. No se llevó a cabo la demarcación de los límites dentro de los 10 años señalados por la Convención, y por tanto se firmó en el 24 de septiembre de 1906 en San José, Costa Rica una Convención de prórroga de 10 años para la Convención.